# Xã Clay, Quận Gasconade, Missouri
Xã Clay (tiếng Anh: Clay Township) là một xã thuộc quận Gasconade, tiểu bang Missouri, Hoa Kỳ. Năm 2010, dân số của xã này là 1.554 người.